# Eros Ramazzotti
Eros Luciano Walter Ramazzotti, italijanski glasbenik ̽  28. oktober 1963, Rim
Ramazzotti je kariero začel leta 1984, ko je na tekmovanju San Remo prvič nastopil s skladbo Terra promessa. 
Njegove največje uspešnice so Se bastasse una canzone, Piu bella cosa in Parla con me. S Tino Turner je posnel skladbo Cose Della Vita, ki velja za eno izmed njegovih največjih hitov.
Dvakrat je imel koncert tudi v Sloveniji, nazadnje leta 2015.

## Povezave
- Uradno spletno mesto

1. ↑  Brockhaus Enzyklopädie